# Everywhere I Go
«Everywhere I Go» (с англ. — «куда бы я ни шёл») — песня рэп-рок-группы Hollywood Undead, третий сингл и третий трек с их дебютного альбома Swan Songs. Выход сингла состоялся 29 июля 2009 года. Сингл распространялся исключительно через iTunes Store. В день релиза вышел также видеоклип к песне. Режиссёрами клипа выступили Джордан Террелл (Charlie Scene) и Спенс Николсон.

## Обзор
Все три куплета исполняет Джордан Террелл (Charlie Scene), припев поёт Арон Эрличман (Deuce). Также на протяжении всей песни подпевает Da Kurlzz.
Первая версия песни должна была стать четырнадцатым треком неизданного альбома Hollywood Undead. Альбом Swan Songs вышел 2 сентября 2008 года, где «Everywhere I Go» стала третьим треком. Andrew E. из ReviewStream.com назвал песню «крутой песней для вечеринок» (great party song). Бен Жаковский из журнала 411mania сравнил песню с ранним "тинейджерским" творчеством Эминема.
Песня заняла 38 место в чарте Billboard Alternative Songs.

## Видеоклип
Видеоклип на песню был снят летом 2009 года на улицах Лос-Анджелеса. По сюжету, Charlie Scene просыпается утром после вечеринки, сталкивает с кровати проститутку, просит маму подать ему пиво, надевает бандану и направляется на своём стареньком Ford Fiesta на новую вечеринку, где его ждут остальные члены группы и толпа развлекающихся людей. Под конец приходят полицейские в поддельных масках Hollywood Undead и прекращают вечеринку. После непосредственно видео на песню имеется вставка, в которой Charlie Scene упражняется в карате перед зеркалом в туалете, резкими движениями расстёгивая себе ширинку.

## Список композиций
| №  | Название          | Длительность |
| -- | ----------------- | ------------ |
| 1. | «Everywhere I Go» | 3:30         |

| №  | Название                             | Длительность |
| -- | ------------------------------------ | ------------ |
| 1. | «Everywhere I Go»                    | 3:30         |
| 2. | «Everywhere I Go» (Ultra Clean Edit) | 3:32         |

| №  | Название                       | Длительность |
| -- | ------------------------------ | ------------ |
| 1. | «Everywhere I Go» (Radio Edit) | 3:30         |

| №  | Название                     | Длительность |
| -- | ---------------------------- | ------------ |
| 1. | «Everywhere I Go» (Rock Mix) | 3:29         |

## Участники
Hollywood Undead
- Charlie Scene — вокал, соло-гитара
- Deuce — вокал, бас-гитара
- Da Kurlzz — ударные, бэк-вокал
- J-Dog — синтезатор, ритм-гитара